# Maianthemum szechuanicum
Maianthemum szechuanicum är en sparrisväxtart som först beskrevs av Fa Tsuan Wang och Tang, och fick sitt nu gällande namn av Hen Li. Maianthemum szechuanicum ingår i släktet ekorrbärssläktet, och familjen sparrisväxter. Inga underarter finns listade i Catalogue of Life.